# 위나암성

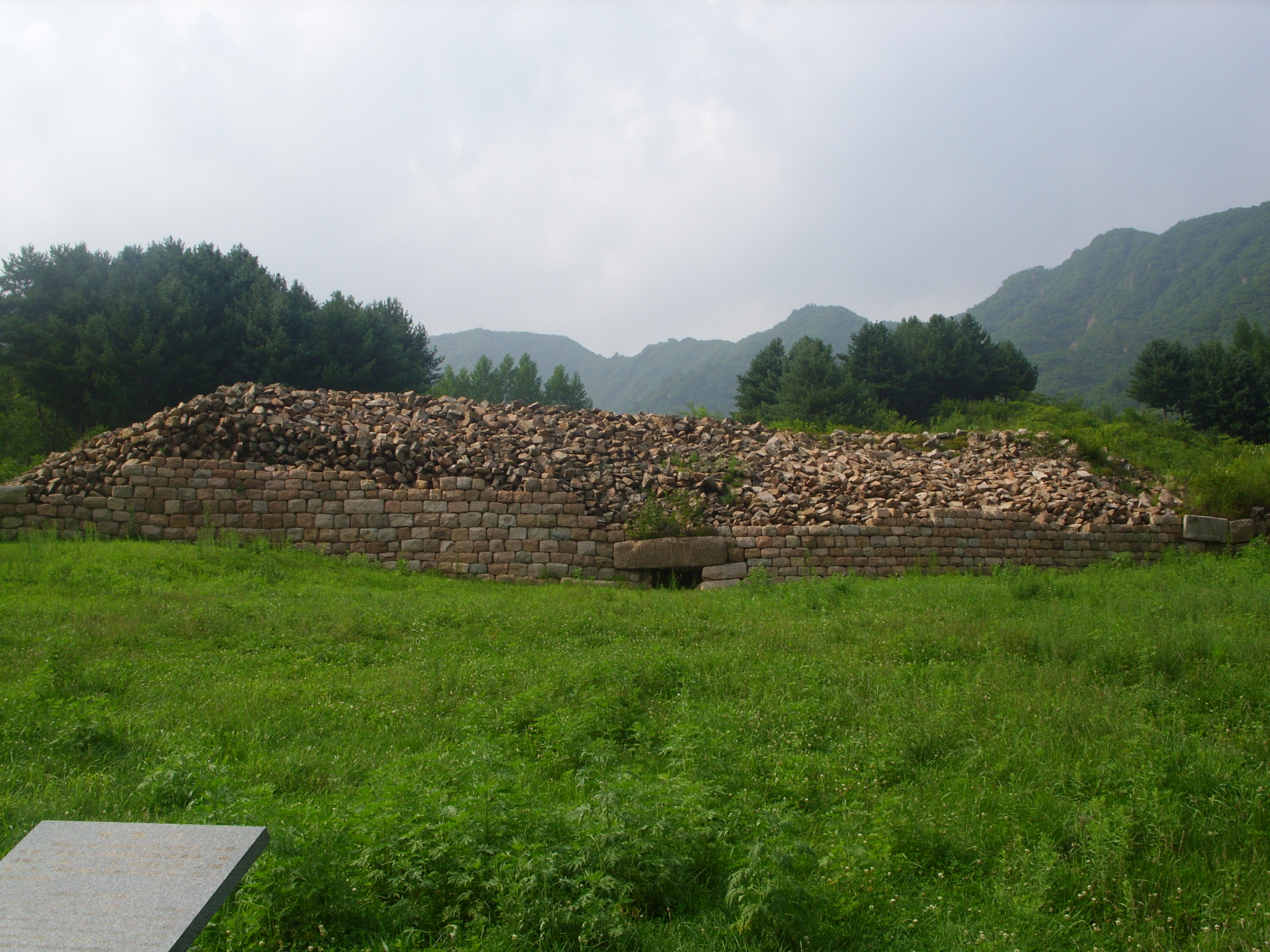
위나암성의 남쪽 성터

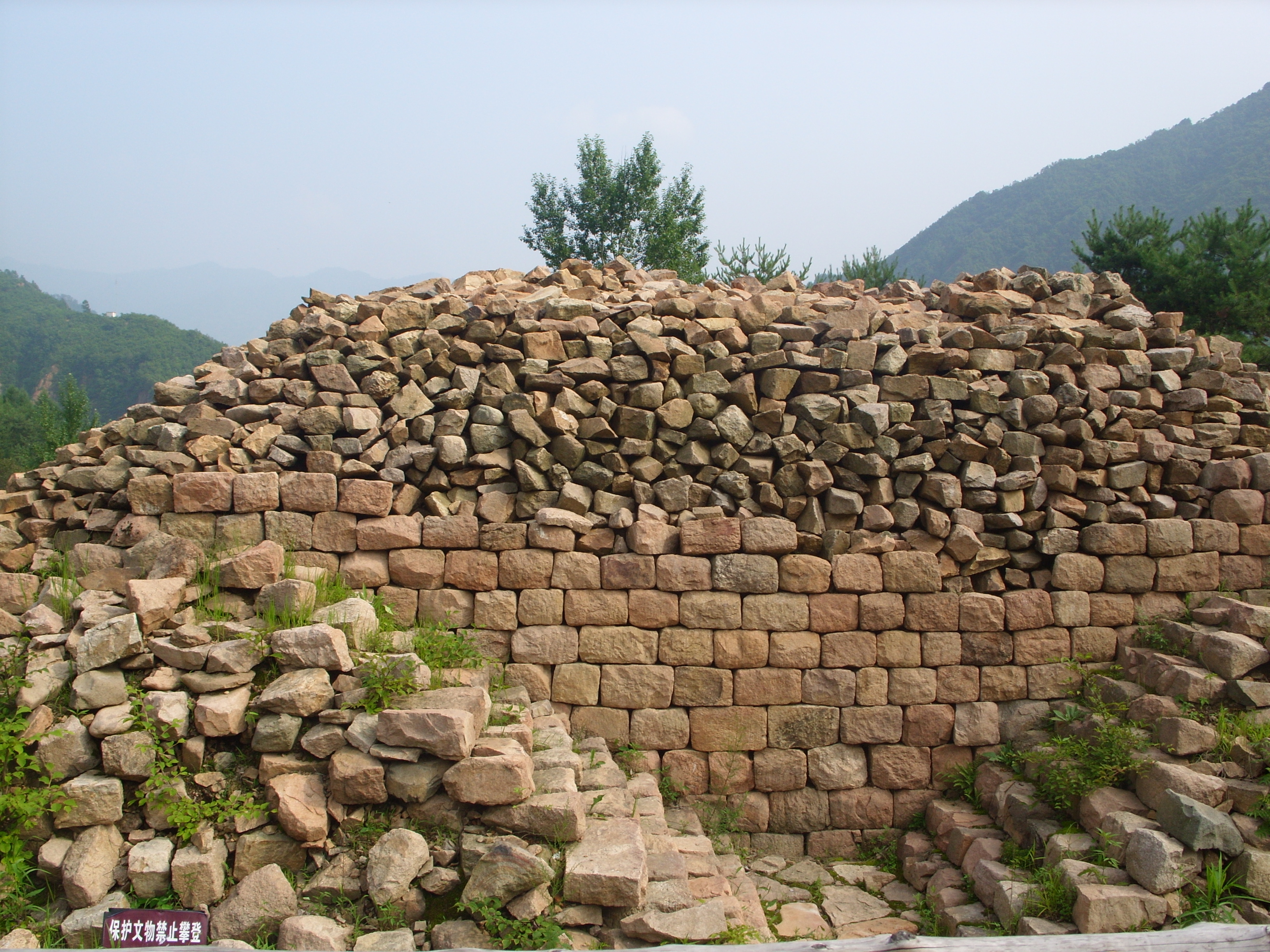
위나암성의 망대

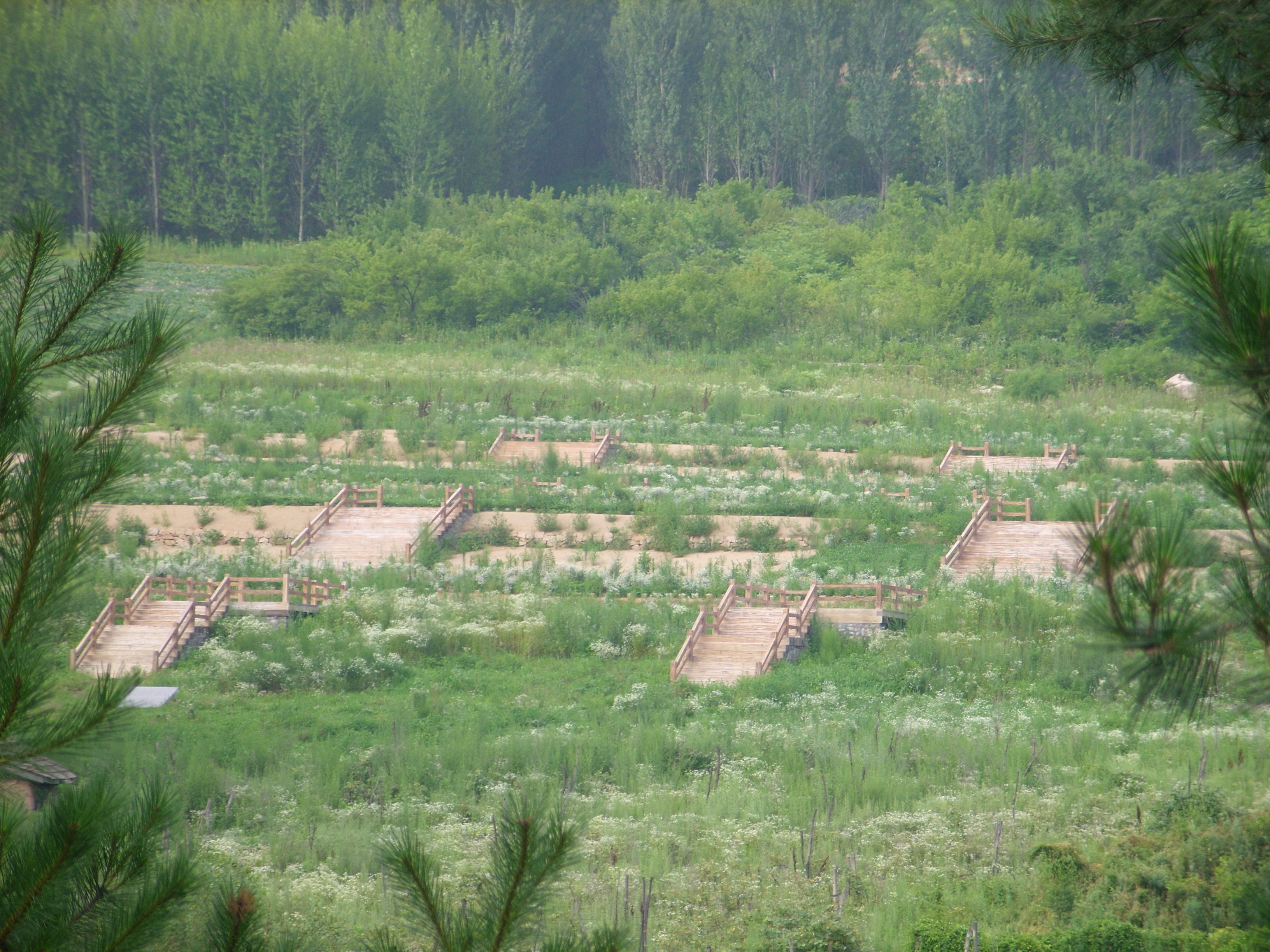
위나암성의 동쪽 궁터

위나암성(尉那巖城) 또는 환도성(丸都城)은 서기 3년(유리왕 22년)에 고구려 유리명왕이 국내성으로 천도하면서 쌓은 성이다. 현재의 중국 지린성 퉁화시의 지안시 산성자산성(山城子山城)으로 추정되며, 중국 지명으로는 환도산성(丸都山城)으로도 불린다.

## 역사
서기 3년(유리왕 22년) 고구려가 국내성(國內城)으로 수도를 천도하면서 적의 공격에 대비하기 위해 국내성에서 가까운 산에 축조한 산성이다. 처음 산성의 이름은 위나암성(尉那巖城)이라 불렀다.
《삼국사기》에는 위나암성(尉那巖城) 또는 위나야성(尉那也城)으로 기록되어 있다. 고구려 산상왕 원년인 197년에 공손탁(公孫度)이 고구려를 침략하자, 이듬해인 198년에 위나암성을 전면적으로 증축하고, 환도성(丸都城)이라 하였다.
이후 산상왕(山上王) 13년(209년)에 환도(丸都)로 도읍을 옮겼다는 기록이 있다.
동천왕(東川王) 20년(246년)에 위(魏) 유주자사(幽州刺史) 관구검(毋丘儉)이 군대를 이끌고 침공해 와, 환도성을 함락시켰다. 동천왕 21년(247년)에 왕이 환도성으로 전란을 겪고 다시 도읍으로 삼을 수 없다고 하여, 평양성(平壤城, 현재의 평양이 아니라 通溝 부근의 어느 곳)을 쌓고 백성과 종묘와 사직을 그곳으로 옮기며, 환도성을 떠났다.
고국원왕 12년(342년)에 왕이 환도성(丸都城)으로 거처를 옮겼다는 기록이 있다. 그해 겨울에, 전연(前燕)의 모용황(慕容皝)이 병력 4만을 거느리고 고구려를 침략, 고국원왕의 어머니 주씨(周氏)와 왕비를 사로잡고, 고국원왕의 아버지 미천왕의 무덤을 파서 그 시신을 싣고, 창고 안에 있던 여러 대의 보물을 약탈하고, 남녀 5만여 명을 사로잡고 궁실을 불태우고, 환도성을 헐어버리고 돌아갔다.

## 특징
위나암성(환도성)은 중국 지린성[吉林省] 지안[集安] 서북쪽 2.5km 지점의 해발 676m 환도산에 위치하고 있는데, 현재는 그 성벽이 대부분이 허물어지고 남측 성벽과 망대의 일부만 남아있다. 고구려 유리왕이 졸본에서 국내성으로 천도하면서 고구려의 도성은 평지성과 산성이 한 조(組)를 이루어 조성되었다. 국내성은 평상시에 거주하는 평지성이고, 위나암성은 전시 때 사용하는 산성이었다.
위나암성은 뒤로 가파른 산능선을 두르고 있고 앞에는 퉁거우 강[通溝河]이 흐르고 있어 전략적 요충지로 평가되는 곳이다. 또한 국내성과 압록강이 내려다 보이기 때문에 적의 움직임을 한눈에 관찰할 수 있다. 또한 적의 공격을 받았을 때의 공격로는 남문 한 곳이었다. 성벽 둘레는 약 7km이고, 동쪽 성벽 높이는 6m이다.

## 같이 보기
- 국내성
- 졸본
- 오로산성
- 유리왕
- 산상왕
- 고국원왕